# Málkov (Boêmia Central)
Málkov é uma comuna checa localizada na região da Boêmia Central, distrito de Beroun.